# Diocesi di Acmonia
La diocesi di Acmonia (in latino Dioecesis Acmoniensis) è una sede soppressa del patriarcato di Costantinopoli e una sede titolare della Chiesa cattolica.

## Storia
Acmonia, corrispondente al villaggio di Ahatköy nella provincia di Uşak in Turchia, è un'antica sede episcopale della provincia romana della Frigia Pacaziana nella diocesi civile di Asia. Faceva parte del patriarcato di Costantinopoli ed era suffraganea dell'arcidiocesi di Laodicea.
La diocesi è documentata nelle Notitiae Episcopatuum del patriarcato di Costantinopoli fino al XII secolo.
Diversi sono i vescovi noti di questa antica diocesi. Nel 434 il vescovo Proclo fu trasferito da Cizico al patriarcato di Costantinopoli; questo trasferimento suscitò le critiche di coloro che lo ritenevano contrario alle norme canoniche. Lo storico Socrate Scolastico, nella sua Historia ecclesiastica, difese la legittimità di quest'atto riportando una serie di precedenti, tra cui quello di Ottimo che venne trasferito dalla sede di Agdameias a quella di Antiochia di Pisidia. Questo trasferimento deve essere avvenuto prima del 375/377, epoca in cui Ottimo è già documentato come metropolita di Antiochia. Incerta tuttavia è l'interpretazione del termine Agdameias utilizzato da Socrate Scolastico: per Le Quien si tratta della diocesi di Acmonia, per altri è invece la sede di Apamea di Pisidia, altri ancora ritengono si tratti della diocesi di Ecdaumava.
Gennadio prese parte al concilio di Calcedonia del 451. Teotecno (o Teotimo) sottoscrisse il decreto del patriarca Gennadio I contro i simoniaci nel 458/459. Basilio sottoscrisse gli atti del concilio in Trullo del 691/692. Paolo fu tra i padri del concilio di Nicea del 787. Eustazio prese parte ai concili di Costantinopoli dell'869-870 e dell'879-880 riguardanti il patriarca Fozio. Le scoperte sigillografiche hanno restituito il nome di altri tre vescovi, Agapio, Agapeto e Teodoro, il primo vissuto tra VII e VIII secolo, e gli altri tra il X e l'XI secolo, e di un anonimo. Infine, una lunga iscrizione, trovata poco prima del 1978, riporta il nome del vescovo Sergio, vissuto approssimativamente agli inizi del X secolo.
Dal XIX secolo Acmonia è annoverata tra le sedi vescovili titolari della Chiesa cattolica; la sede è vacante dal 2 aprile 1962.

## Cronotassi

### Vescovi greci
- Ottimo ? † (? - prima del 375/377 nominato metropolita di Antiochia di Pisidia)
- Gennadio † (menzionato nel 451)
- Teotecno (o Teotimo) † (menzionato nel 458/459)
- Basilio † (prima del 691 - dopo il 692)
- Agapio † (VII/VIII secolo)
- Paolo † (menzionato nel 787)
- Eustazio † (prima dell'869 - dopo l'879)
- Sergio † (circa inizio del X secolo)
- Agapeto † (circa X-XI secolo)
- Teodoro † (circa XI secolo)
- Anonimo (Giorgio?) † (XI secolo)[12]

### Vescovi titolari
- Jules-Alphonse Cousin, M.E.P. † (26 giugno 1885 - 15 giugno 1891 nominato vescovo di Nagasaki)
- John Carroll † (22 agosto 1893 - 11 maggio 1895 succeduto vescovo di Shrewsbury)
- John Baptist Morris † (18 aprile 1906 - 21 febbraio 1907 succeduto vescovo di Little Rock)
- Pierre-Eugène-Alexandre Marty † (4 agosto 1907 - 10 gennaio 1908 succeduto vescovo di Montauban)
- František Brusák † (1º maggio 1908 - 5 aprile 1918 deceduto)
- Bartholomew Stanley Wilson, C.S.Sp. † (4 gennaio 1924 - 28 ottobre 1938 deceduto)
- János Mikes † (10 gennaio 1936[13]  - 21 novembre 1936 nominato vescovo titolare di Elenopoli di Palestina)
- Peter Rogan, M.H.M. † (15 marzo 1939 - 18 aprile 1950 nominato vescovo di Buéa)
- Victor Petrus Keuppens, O.F.M. † (25 giugno 1950 - 10 novembre 1959 nominato vescovo di Kamina)
- Gilbert Ramanantoanina, S.I. † (12 gennaio 1960 - 2 aprile 1962 nominato arcivescovo di Fianarantsoa)